# Mondfleckiger Blütenspanner

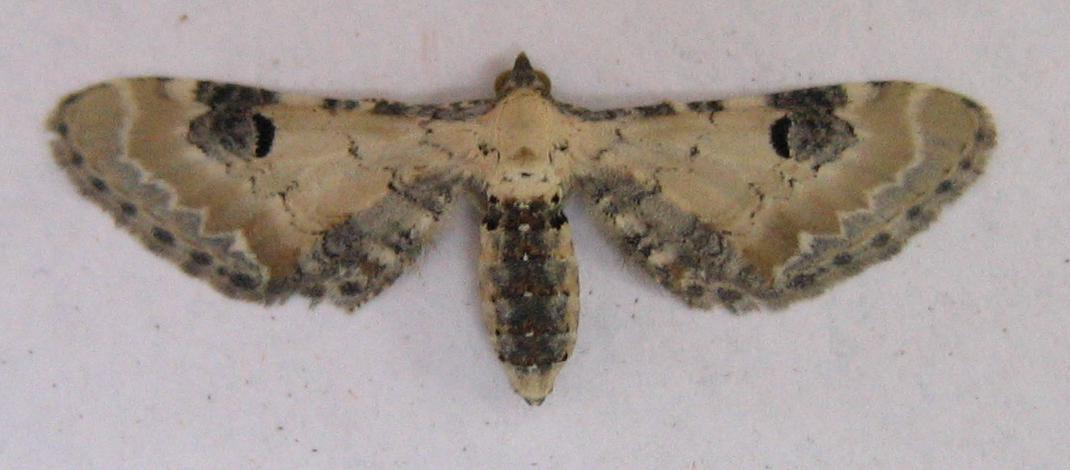
Mondfleckige Blütenspanner

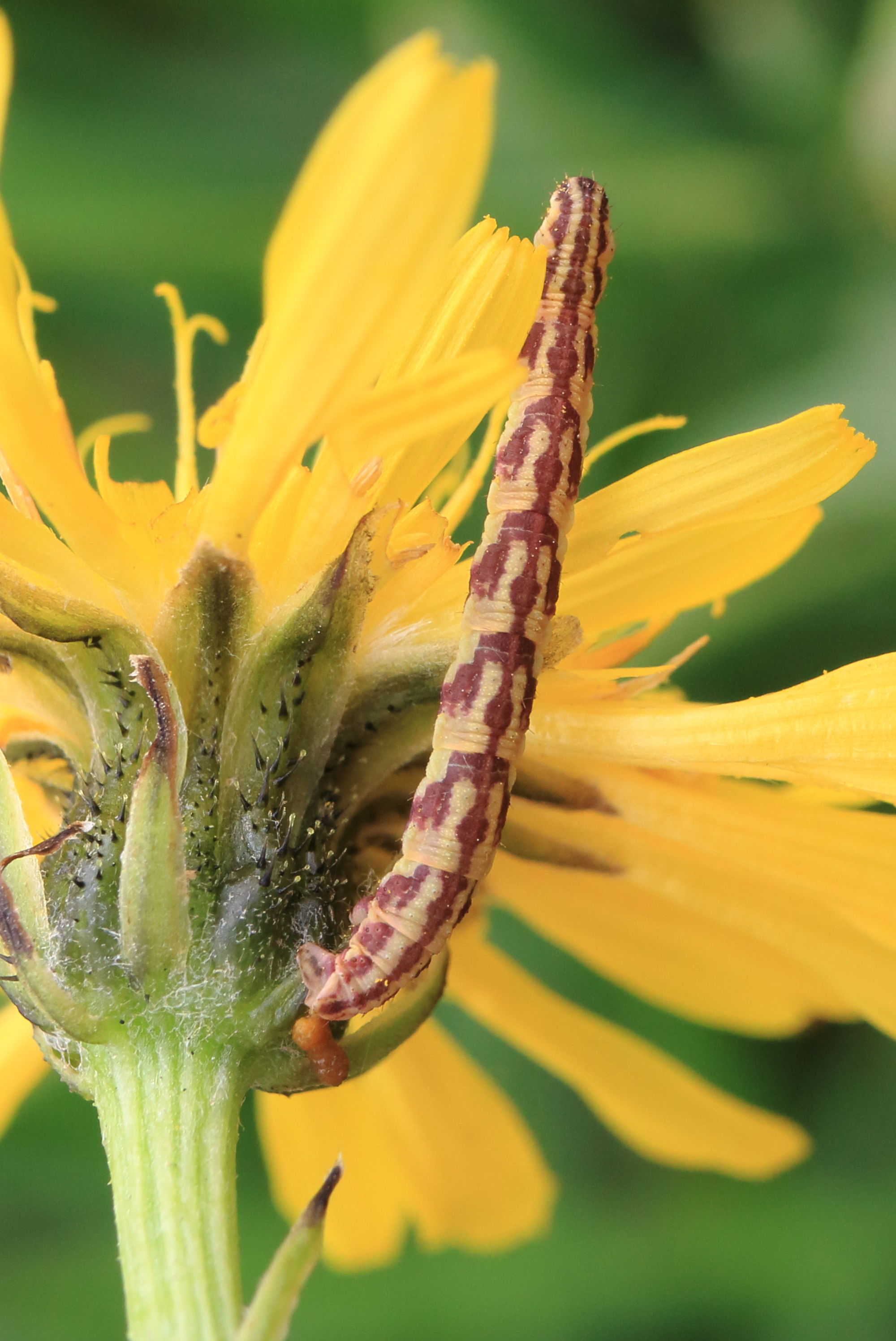
Raupe

Der Mondfleckige Blütenspanner (Eupithecia centaureata) ist ein Nachtfalter aus der Familie der Spanner (Geometridae).

## Merkmale

### Imago
Die Falter haben eine Flügelspannweite von 15 bis 24 mm. Die Vorderflügel sind in der Grundfarbe weiß, grauweiß bis leicht bräunlich-weiß. Der Vorderrand ist oft dunkel gefärbt, aber meist von weißen Partien unterbrochen. Häufig weist der Vorrand auch nur einige dunklere Flecke auf. Sehr markant ist ein großer, dunkler Fleck in der Mitte des Vorderflügel sowie oft anschließend ein geringfügig hellerer Fleck am Vorderrand der Vorderflügel. Mehr oder weniger deutlich sind auch vier gezackte Querlinien. Die terminale Querlinie kann dabei oft weiß sein und von einem braunen Schatten begleitet sein. Die Hinterflügel zeigen ebenfalls gezackte Querlinien, die oft braun nachgezeichnet sind. Der Hinterrand ist oft dunkel eingefärbt.

### Ei
Bei der Ablage ist das Ei zunächst weißlich und wird später dann gelblich. Die Oberfläche weist ein Grubenmuster auf.

### Raupe
Die Raupen sind verhältnismäßig lang und weißlich, gelblich bis grünlich. Die Rückenlinie ist rot oder grün, manchmal auch unterbrochen. Die Seitenstreifen sind entsprechend gefärbt und ebenfalls häufig unterbrochen.

### Puppe
Die bräunliche Puppe ist verhältnismäßig kurz. Der Kremaster ist breit, und die kurze Endspitze weist 8 feine Borsten auf.

## Lebensweise
Die Art fliegt in Mitteleuropa in der Regel in zwei Generationen von Mitte April bis Juni und von Juli bis September, regional jedoch etwas unterschiedlich. Im Norden des Verbreitungsgebietes und in kühleren Gebieten wird nur eine Generation gebildet. Im Süden des Verbreitungsgebietes fliegen die Falter das ganze Jahr hindurch in mehreren Generationen. Die Falter fliegen in der Dämmerung und nachts und werden vom Licht angezogen. Sie saugen Nektar an Blüten. Die Raupen sind polyphag (über 50 Arten), z. B. an den Blüten des Strand-Silberkrauts (Lobularia maritima), der Himbeere (Rubus idaeus), des Echten Johanniskraut (Hypericum perforatum), der Kleinen Bibernelle (Pimpinella saxifraga), der Acker-Winde (Convolvulus arvensis), Wiesen-Bärenklau (Heracleum sphondylium), Wiesen-Salbei (Salvia pratensis), Oregano (Origanum vulgare), Echte Goldrute (Solidago virgaurea) und der Wiesen-Flockenblume (Centaurea jacea). Sie ernähren sich von den Blüten- und Samenständen der Nahrungspflanzen. Die Puppen der zweiten Generation überwintern.

## Vorkommen
Die Art kommt in lichten Wäldern, an Waldränder, in Gärten und Parks, aber auch an sonnigen Halbtrockenhängen und Wacholderheiden vor. In Mitteleuropa ist sie in den Mittelgebirgen bis etwa 900 m nachgewiesen, in den Alpen bis auf 1500 m.

## Verbreitung
Die Art ist über ganz Europa, Nordafrika und Kleinasien bis nach Syrien, Libanon und Israel verbreitet. Sie kommt im Norden bis Südskandinavien und rund um die Ostsee vor. Im Osten reicht das Verbreitungsgebiet über das Baltikum, Ukraine, Russland, das Kaukasusgebiet, über Sibirien bis in das Amurgebiet.